# Crassadoma gigantea
Crassadoma gigantea är en musselart som först beskrevs av John Edward Gray 1825.  Crassadoma gigantea ingår i släktet Crassadoma och familjen kammusslor. Inga underarter finns listade i Catalogue of Life.

## Bildgalleri

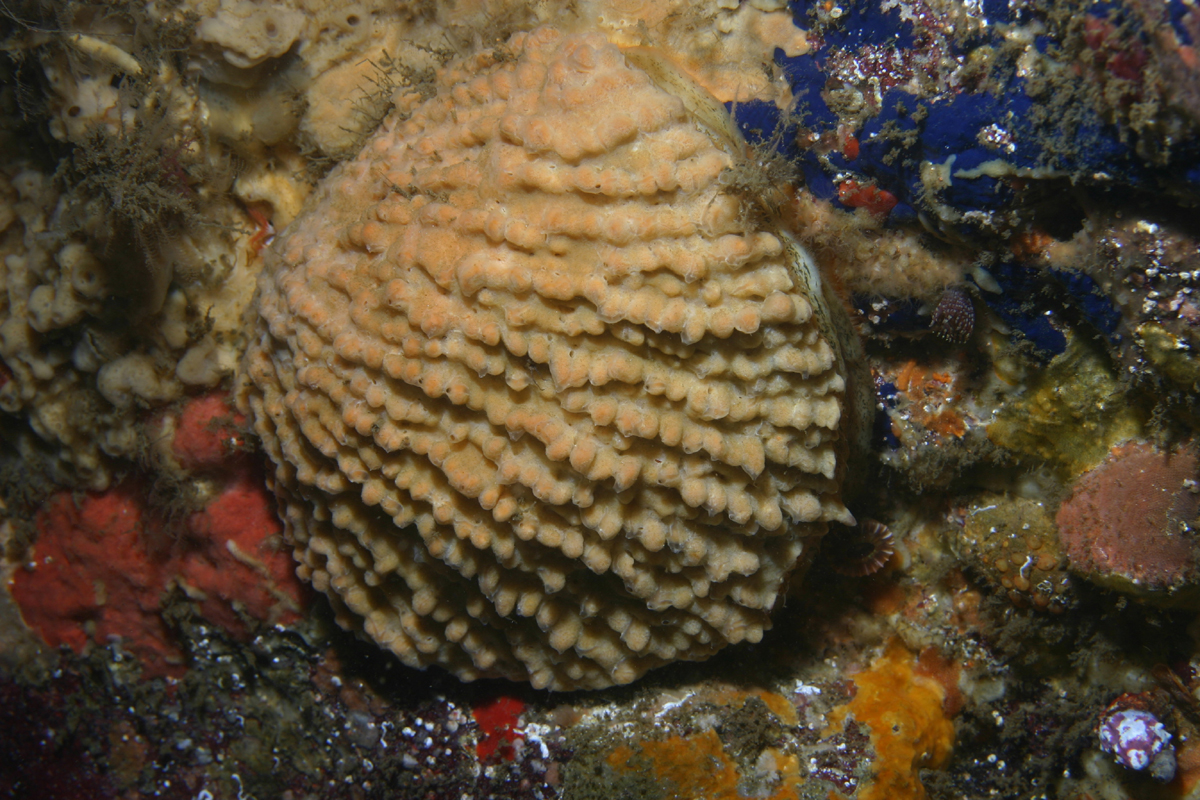